# Ceratomerus exiguus
Ceratomerus exiguus är en tvåvingeart som beskrevs av Collin 1928. Ceratomerus exiguus ingår i släktet Ceratomerus och familjen Brachystomatidae. Inga underarter finns listade i Catalogue of Life.